# Günter Ferdinand Ris
Pour les articles homonymes, voir Ris.
Günter Ferdinand Ris, né le 16 mai 1928 à Leverkusen (Allemagne) et mort le 15 mai 2005 à Darmstadt (Allemagne), est un sculpteur allemand.

## Sélection d'œuvres

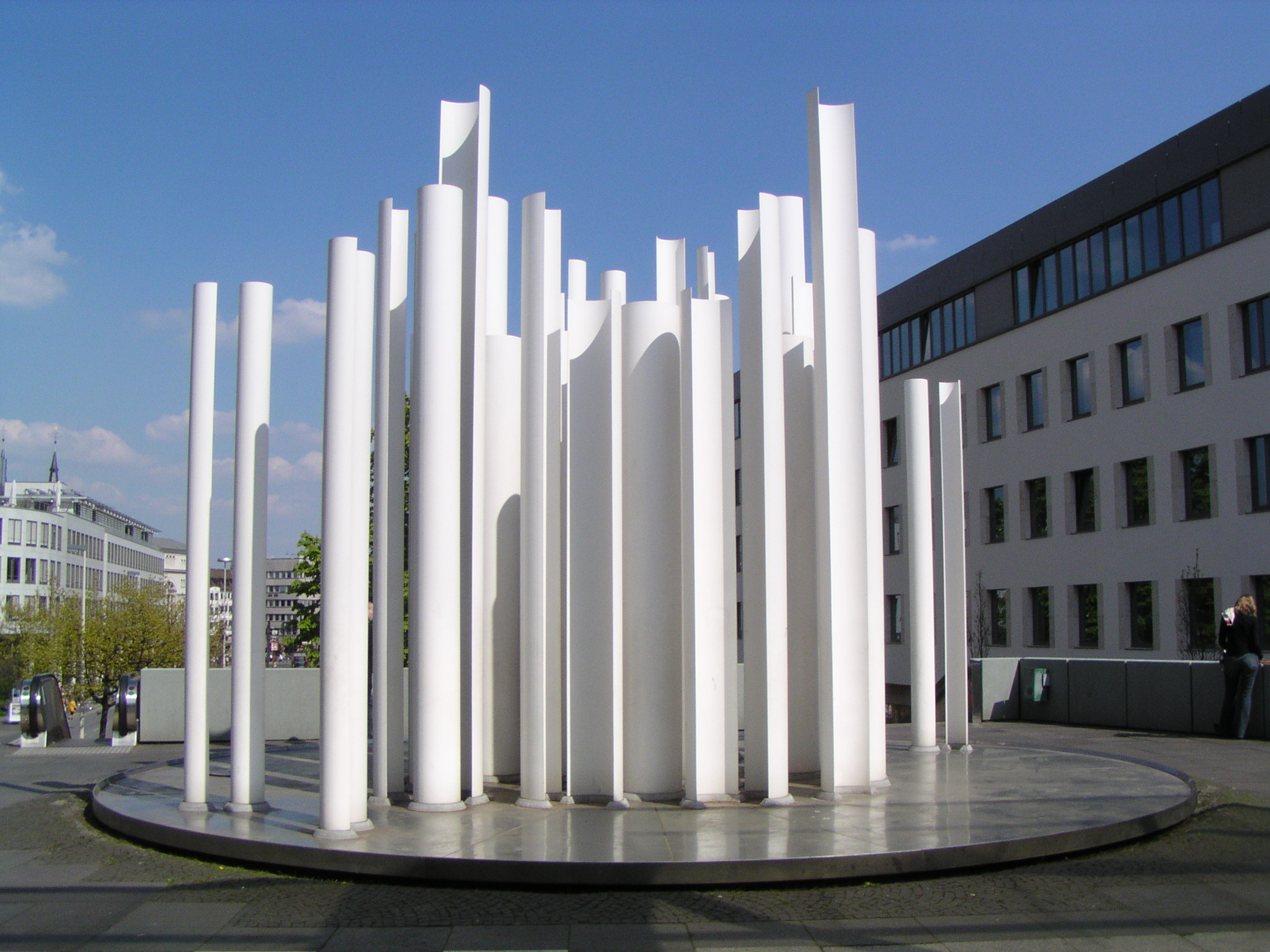
Lichtwald (Lichtfeldspiegel) (1977) Hôtel de ville de Bonn.
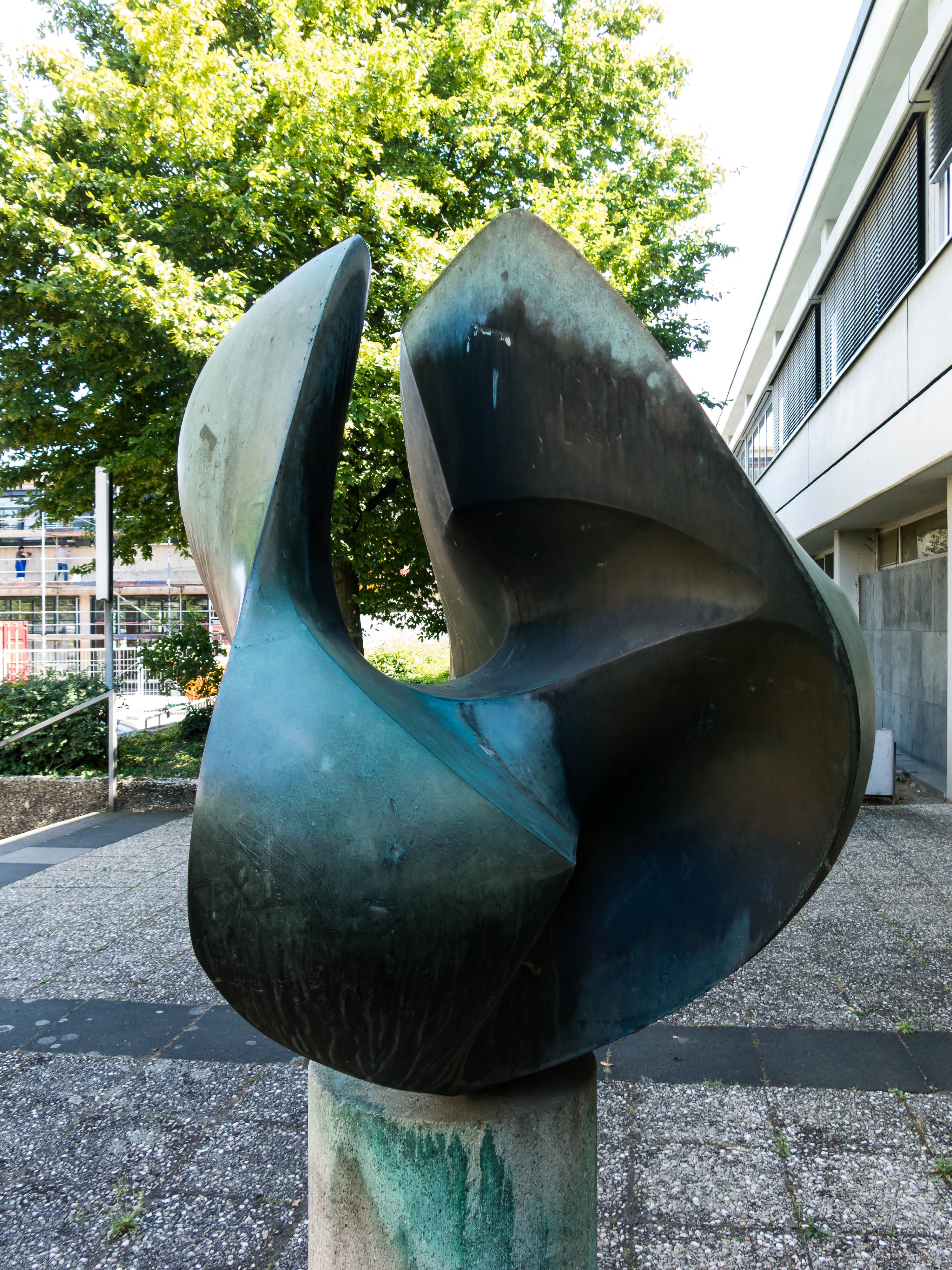
Säulenkopf, depuis 1963 installée à Bonn.
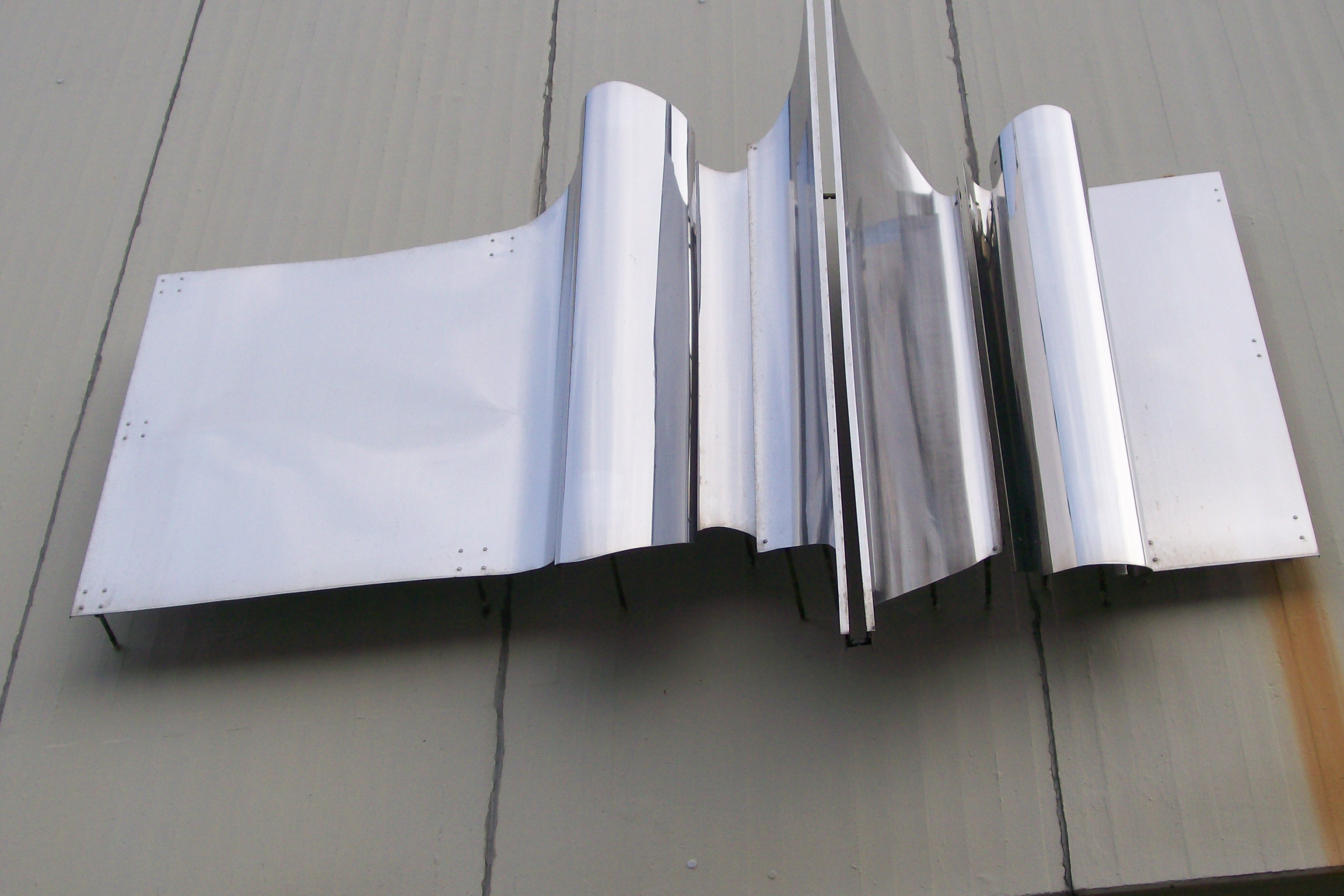
Relief mural en acier inoxydable (1970), Lübeck-Moisling (de)